# Skulisj-Jaurasj
Skulisj-Jaurasj är en sjö i Gällivare kommun i Lappland och ingår i Kalixälvens huvudavrinningsområde. Sjön har en area på 0,073 kvadratkilometer och ligger 448,9 meter över havet. Skulisj-Jaurasj ligger i Stubba Natura 2000-område.

## Delavrinningsområde
Skulisj-Jaurasj ingår i det delavrinningsområde (745441-169307) som SMHI kallar för Utloppet av Nietsakjaure. Medelhöjden är 454 meter över havet och ytan är 60,43 kvadratkilometer. Räknas de 6 avrinningsområdena uppströms in blir den ackumulerade arean 108,34 kvadratkilometer. Vassaraälven (Toresjåkkå) som avvattnar avrinningsområdet har biflödesordning 3, vilket innebär att vattnet flödar genom totalt 3 vattendrag innan det når havet efter 248 kilometer. Avrinningsområdet består mestadels av skog (41 procent) och sankmarker (45 procent). Avrinningsområdet har 7,53 kvadratkilometer vattenytor vilket ger det en sjöprocent på 12,5 procent.